# 大規模地震対策特別措置法
大規模地震対策特別措置法（だいきぼじしんたいさくとくべつそちほう、昭和53年6月15日法律第73号）は、1978年（昭和53年）制定の地震災害の軽減を図る特措法で、東海地震の事前予知ができる可能性があることを前提に、警戒宣言の発令とこれに連動した予防的な対応を定めたもの。略称は大震法（だいしんほう）。

## 情報発表までの体制
強化地域の大地震の予知のため観測強化を規定する法4条に基づいて、気象庁は東海地域周辺に地震計やひずみ計などによる地震活動・地殻変動の常時監視体制を展開している。この観測データに異常が現れた場合、「地震防災対策強化地域判定会」（判定会）において東海地震の発生につながるか否かの科学的検討を行う。発生につながるものと判断された場合は気象庁長官に報告され、長官は内閣総理大臣に「地震予知情報」として報告を行う。この情報をもって、閣議を経て、内閣総理大臣は「警戒宣言」を発令し（法第9条）、これを受けて各種の応急対策を一斉に開始するしくみとなっていた。この体制は、地震防災対策強化地域が指定され、気象庁長官の私的諮問機関として判定会が発足した1979年8月7日にスタートしている。
気象庁は、当初は判定会招集や警戒宣言発令後に「大規模地震関連情報」「判定会招集連絡報」を発表する体制としていた。1998年12月からは、判定会の招集には至らない程度の異常が現れた場合の「東海地域の地震・地殻活動に関する情報」を追加した。また、2004年1月からは大規模地震関連情報を「東海地震予知情報」、判定会招集連絡報を「東海地震注意情報」、判定会招集レベル未満の情報を「東海地震観測情報」に変更、2011年3月から東海地震観測情報を「東海地震に関連する調査情報（臨時）」に変更、「判定委員打ち合わせ会」と呼ばれる定例会後に発表する「東海地震に関連する調査情報（定例）」を追加し、情報名は変遷してきた（詳細は東海地震に関連する情報参照）。
また、地震の発生のおそれがなくなったときには、閣議を経て、内閣総理大臣は「警戒解除宣言」を発表し、もって警戒態勢が解かれる。

## 発令後の対応措置
法3条に基づいて地震防災対策強化地域（強化地域）が指定され、中央防災会議は地震防災基本計画を（法5条）、各省庁や指定公共機関、関係自治体は地震防災強化計画を（法6条）、特定の民間事業者（病院、劇場、百貨店、旅館など不特定多数が利用する施設の事業者、石油類・火薬類・高圧ガスなどを取扱う施設の事業者、鉄道事業者ほか）地震防災応急計画を（法7条）それぞれ予め作成し、警戒宣言発令後の対応措置を定める。
地震防災強化計画・地震防災応急計画には、警戒宣言発令時の対応、発令時の避難地・避難路や消防用施設などの整備、防災訓練などが規定される。地震防災応急計画の対象となる事業所は1990年の時点で38,500であった。
国は計画の支援措置として、消防ポンプ、防災用井戸、携帯発電機、感震装置などの税制優遇、また地震財特法を通した消防用施設整備や木造の福祉施設・公立小中学校の改築などの補助引き上げなどを行った。

## 予知可能性の問題と方針変更
大震法による防災体制が社会に生かされるかどうかは、予知情報の確実性に大きく左右される。その反面、根拠とする「東海地震の事前予知が可能である」という前提は制定後変化し、地震学界では警報につながるような確度の高い地震予知は非常に困難とされるようになり、東海地震においても困難であると認識されるようになっていった。
2017年には大震法による防災体制が改められることとなった。気象庁が発表する「東海地震に関連する情報」は2017年10月31日で運用を終えるとともに、11月1日から「南海トラフ地震に関連する情報」の運用を開始した。この情報は、対象エリアを駿河トラフから南海トラフ全域へと拡大したうえで、対象エリアで一定規模以上の地震や観測値の異常があった場合など、地震発生の可能性が相対的に高まったとき発出される。予知情報ではなく、現在の科学的知見を防災対応に活かすための情報という位置づけ。